# Wasserkraftwerk Nagold
Das Wasserkraftwerk Nagold ist ein Laufwasserkraftwerk in der Stadt Nagold im Landkreis Calw. Es ging 1893 als drittes privates Elektrizitätswerk im Königreich Württemberg in Betrieb. Teile der Anlage stehen unter Denkmalschutz.

## Geschichte
1891 kauften die Sägewerksbesitzer Cletus Klingler und Paul Barthel die ein Jahr zuvor abgebrannte Lehr’sche Getreidemühle an der Nagold. Sie planten mit der Wasserkraft elektrischen Strom zu erzeugen und über eine Leitung zu ihrem Sägewerk im Iselshäuser Tal zu übertragen. Die Ausführung übernahm die Maschinenfabrik Esslingen. Das Mühlrad wurde durch eine Francis-Turbine mit 43 PS Leistung ersetzt. Ein riemengetriebener Generator erzeugte Gleichstrom mit einer Spannung von 110 Volt. Im Januar 1893 ging die Leitung zum 1,5 km entfernten Sägewerk in Betrieb.
Das Lehrerseminar Nagold und einige Bürger zeigten ebenfalls Interesse an der damals noch teuren elektrischen Beleuchtung. Im Juni 1893 waren 70 Häuser mit über 400 Glühlampen und 7 Elektromotoren an das neue Leitungsnetz angeschlossen, das vom alten Kirchturm über Masten und Dachständer zu den Verbrauchern führte.
1894 erweiterte Klingler das Kraftwerk um eine Dampflokomobile mit 20 PS Leistung und angeschlossenem Generator als Reserve für Lastspitzen und Niedrigwasser. Eine Akkumulatorenanlage sollte Spannungsschwankungen im Lichtnetz ausgleichen.
Um den steigenden Strombedarf zu decken, baute Klingler von 1899 bis 1901 am 6 km entfernten Bettenberg ein zweites Wasserkraftwerk. Der erzeugte Drehstrom mit 5000 Volt Spannung wurde in Nagold auf 220 Volt transformiert. Die Stromerzeugung im Nagolder Kraftwerk wurde in den folgenden Jahren ebenfalls auf Drehstrom umgestellt. Ab 1909 diente eine Dampfmaschine mit 150 PS Leistung als Reserve.
Nach Cletus Klinglers Tod im März 1904 übernahm sein Schwiegersohn Ludwig Wohlbold die Geschäftsführung des Elektrizitätswerks C. Klinglers Erben.

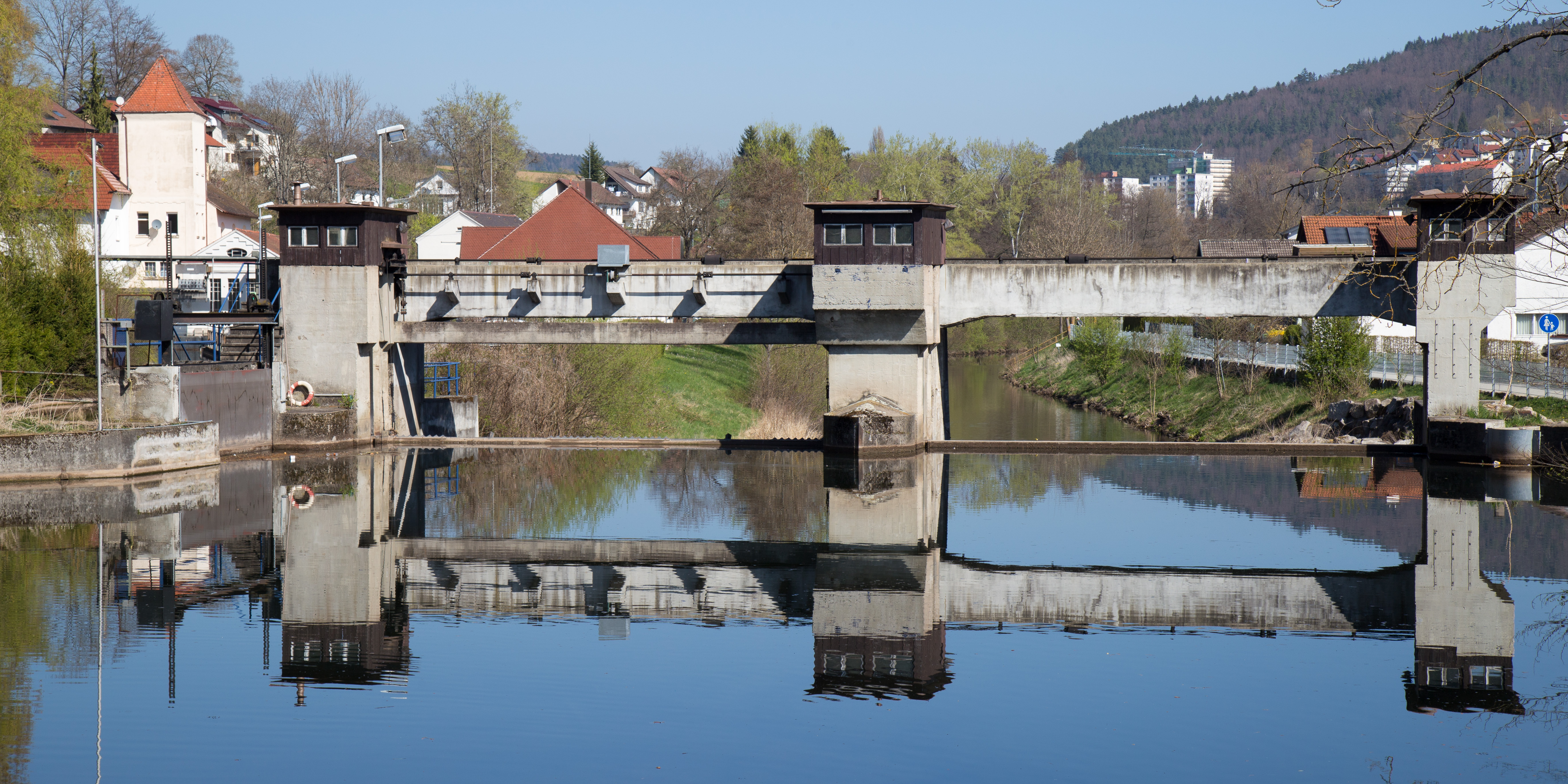
Stauwehr an der Nagold

Die 1927/1928 durchgeführte Nagold-Korrektion erforderte den Neubau der Wehranlage. Das Kraftwerk erhielt zwei neue Francis-Zwillingsturbinen mit 150 PS Leistung um das nun von 1,8 m auf 2,9 m erhöhte Gefälle zu nutzen. 1921 und 1930 wurden zwei U-Boot-Dieselaggregate mit je 420 PS (309 kW) Leistung zum Ausgleich der Spitzenlast installiert, die bis 1985 in Betrieb waren.
Im Jahr 1989 übernahm die Energie-Versorgung Schwaben AG (EVS, ab 1997 EnBW) das Nagolder Elektrizitätswerk. 1991 wurden die Generatoren ersetzt und der Betrieb automatisiert. Seit 2004 ist das Kraftwerk wieder in Privatbesitz.